# Chirocephalus reiseri
Chirocephalus reiseri é uma espécie de crustáceo da família Chirocephalidae.
É endémica de Bósnia e Herzegovina.